# Picturotherium migueli
Picturotherium migueli è un mammifero litopterno estinto, appartenente ai proteroteriidi. Visse nel Miocene inferiore (circa 21 - 19 milioni di anni fa) e i suoi resti fossili sono stati ritrovati in Sudamerica.

## Descrizione
Noto solo per resti fossili incompleti, questo animale doveva essere vagamente simile a un piccolo cavallo; grazie al confronto con animali simili e meglio conosciuti, come Tetramerorhinus e Diadiaphorus, si suppone che Picturotherium fosse un animale dalle lunghe zampe tridattile e dal corpo compatto. Era caratterizzato da una dentatura piuttosto brachidonte (a corona bassa) e da alcune caratteristiche primitive nei molari: erano presenti infatti pieghe labiali del paracono e del metacono nei molari superiori, ed erano poco sviluppati il neoparaconide e il neoparalofide sui molari inferiori. 

## Classificazione
Picturotherium era un rappresentante dei Proterotheriidae, una famiglia di litopterni caratterizzati da lunghe zampe e da una morfologia generalmente simile a quella degli equidi. In particolare, sembra che Picturotherium fosse più arcaico rispetto ad alcune forme leggermente successive come Diadiaphorus e Proterotherium. 
Picturtherium migueli venne descritto per la prima volta nel 2005, sulla base di fossili ritrovati in varie località della zona di Buenos Aires in Argentina (Estancia Ana Maria, Portozuelo Sumich Norte, Cerro de los Monos, Loma de la Lluvia), tutte appartenenti alla parte inferiore e mediana della formazione Pinturas.